# Cristovão Barros

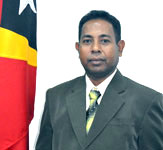
Cristovão Barros

Cristovão Barros (* 20. August 1972 in Suai, Portugiesisch-Timor) ist ein Politiker aus Osttimor und Mitglied der Partei Congresso Nacional da Reconstrução Timorense (CNRT).
Barros studierte auf der Universitas Cristen ARTHA WACANA in Kupang (Indonesien). Von 2012 bis 2017 war er Abgeordneter im Nationalparlament Osttimors und hier Mitglied der Kommission für Öffentliche Finanzen (Kommission C). Bei den Wahlen 2017 stand Barros nur noch als Ersatzkandidat auf der Wahlliste des CNRT auf Platz 74 und schied damit aus dem Parlament aus.